# Власенко, Василий Васильевич
Василий Васильевич Власенко (1913 или 1915, с. Охрамиевичи, Сосницкий уезд, Черниговская область, Российская Империя — неизвестно) — советский футболист, вратарь.

## Карьера
В начале карьеры выступал за «Динамо» из Пятигорска, «Динамо» (Горький) и «Угольщик» из города Шахты. С 1933 по 1935 годы играл за махачкалинское «Динамо». В 1936 году перебрался в воронежский «Динамо», за который в сезоне 1937 года провёл 10 матчей, пропустив 10 мячей. В 1938 году играл за «Динамо-клубная». В 1939 году выступал за минский «Спартак» и московский ЦДКА, в составе которого 26 июня того же года в дерби против московского «Спартака» после подачи углового Владимиром Степановым в присутствии 80 000 зрителей, поскользнувшись, пропустил нелепый гол. После неудачного сезона, в 1940 году перебрался в горьковское «Торпедо». В 1941 году играл за «Стахановец» из Сталино, за который провёл 6 матчей и пропустил 6 мячей в чемпионате СССР. С 1944 по 1948 годы играл за ВВС, в котором и завершил карьеру.